# Музеї Донецької області
Музеї Донецької області

## Музеї з колекціями і предметами, що належать до державної частини Музейного фонду України
Перелік музеїв Донецької області, в яких зберігаються музейні колекції та музейні предмети, що є державною власністю і належать до державної частини Музейного фонду України. Цей перелік створено на основі додатку, затвердженого постановою Кабінету Міністрів України від 2 лютого 2000 р. N 209 «Про затвердження переліку музеїв, в яких зберігаються музейні колекції та музейні предмети, що є державною власністю і належать до державної частини Музейного фонду України»:
- Донецький краєзнавчий музей, 340048, м. Донецьк, вул. Челюскінців, 189а

- Відділ: Старобешівський меморіальний музей П. Ангеліної, 342420, смт Старобешеве, вул. Поштова, 2

- Бахмутський краєзнавчий музей, 343400, м. Бахмут, вул. Незалежності, 26
- Волноваський краєзнавчий музей, 342300, м. Волноваха, вул. 1 Травня, 4
- Костянтинівський краєзнавчий музей, 342000, м. Костянтинівка, вул. Трудова, 388
- Маріупольський краєзнавчий музей, 87515, м. Маріуполь, вул. Георгіївська, 20

- Філія: Музей народного побуту, 87515, м. Маріуполь, вул. Георгіївська, 55
- Філія: Художній музей ім. А.І.Куїнджі,87515, м. Маріуполь, вул. Георгіївська, 58

- Музей історії та етнографії греків Приазов'я, сел. Сартана, м. Маріуполь, вул. Генерала Куркчі, 37а
- Міський центр сучасного мистецтва та культури імені А. І. Куїнджі, 87500, м. Маріуполь, просп. Металургів, 25
- Слов'янський краєзнавчий музей, 343212, м. Слов'янськ, вул. Банківська, 31
- Покровський краєзнавчий музей, 343100, м. Покровськ, вул. Європейська, 22
- Музей історії міста Горлівка, 338017, м. Горлівка, вул. Пушкінська, 15
- Єнакіївський історичний музей, 343820, м. Єнакієве, вул. Щербакова, 122
- Музей історії міста Краматорська, 343900, м. Краматорськ, вул. Академічна, 60
- Музей історії міста Харцизька, 343700, м. Харцизьк, вул. Жовтнева, 37
- Державний історико-архітектурний заповідник в м. Слов'яногірську, 343233, м. Слов'яногірськ
- Сніжнянський музей бойової слави, 343750, м. Сніжне, вул. Леніна, 7
- Меморіальний музей Г. Сєдова, 342110, Новоазовський район, смт Сєдове, вул. Сєдова, 1
- Донецький обласний художній музей, 340055, м. Донецьк, вул. Пушкіна, 35
- Макіївський художньо-краєзнавчий музей, 339000, м. Макіївка, просп. Леніна, 51/26
- Дружківський художній музей, 343260, м. Дружківка, вул. Енгельса, 112
- Краматорський художній музей, 343900, м. Краматорськ, вул. Академічна, 66
- Горлівський художній музей, 338017, м. Горлівка, вул. Пушкінська, 23
- Горлівський державний міський музей мініатюрної книги, 338017, м. Горлівка, вул. Пригородня, 10

## Райони

### Амвросіївський район
| Назва                                         | Місцезнаходження               | Короткий опис           | Зображення |
| --------------------------------------------- | ------------------------------ | ----------------------- | ---------- |
| Народний музей історії Амвросіївського району | Амвросіївка, вул. Урицького, 3 | Заснований в 1978 році. |            |

### Бахмутський район
| Назва                   | Місцезнаходження | Короткий опис | Зображення |
| ----------------------- | ---------------- | --- | ---------- |
| Музей Володимира Сосюри | Сіверськ         | Тут зосереджено матеріали про життєвий і творчий шлях Володимира Сосюри: про його дитинство і ранню юність. Представлені матеріали про рідних поета. У кімнати-музеї знаходяться скульптурні образи В. Сосюри луганського скульптора І. П. Овчаренка. Фотодокументи розповідають про сім'ю поета, убогу хатинку Сосюр, про Кам'янську агрошколу та його друзів.                                       |            |
| Музей М. Ю. Шаповала    | Серебрянка       | |            |
| Музей Всеволода Гаршина | Переїзне, школа  | Матеріали охоплюють Бахмутський і Старобільський періоди життя юного Всеволода Гаршина. Розкрита участь майбутнього письменника у російсько-турецькій війні 1877—1878 років. Представлена карта військових дій, в яких брав участь Гаршин. На письмовому столі, знаходяться сімейні реліквії роду Гаршиних: настінний годинник паризької фірми, чорнильний прибор, деякі книги різних років видання . |            |

### Великоновосілківський район
| Назва                                        | Місцезнаходження                    | Короткий опис | Зображення |
| -------------------------------------------- | ----------------------------------- | --- | ---------- |
| Мемоіральний музей В. І. Немировича-Данченка | Нескучне, вул. Немировича-Данченка  | Відкритий у 1992 році в будівлі-садибі М. О. Корфа. Експозиція музею розміщена у 5-ти залах і розповідає про життя й діяльність як барона Н. К. Корфа, так і В. І. Немировича-Данченка. В музеї відтворена обстановка будинку-садиби: вітальня, де господарі приймали гостей з Москви; кабінет В. І. Немировича-Данченка; кімната Катерини Миколаївни та сина Михайла, де представлені особисті речі. |            |
| Народний музей історії села Старомлинівки    | Старомлинівка                       | Заснований в 1974 році. |            |
| Музей історії Великоновосілківського району  | Велика Новосілка, вул. Гагаріна, 8а | Заснований в 1974 році. |            |

### Нікольський район
| Назва                                                          | Місцезнаходження             | Короткий опис           | Зображення |
| -------------------------------------------------------------- | ---------------------------- | ----------------------- | ---------- |
| Краєзнавчий музей Нікольського району                          | Нікольське, вул. Пушкіна, 98 | Заснований в 1985 році. |            |
| Музей історії села Темрюк                                      | Темрюк (Нікольський район)   | Заснований в 1983 році. |            |
| Кременівське відділення Краєзнавчого музею Нікольського району | Кременівка                   | Заснований в 1990 році. |            |

### Волноваський район
| Назва                                                          | Місцезнаходження                    | Короткий опис | Зображення |
| -------------------------------------------------------------- | ----------------------------------- | --- | ---------- |
| Волноваський краєзнавчий музей                                 | Волноваха, вул. 1 Травня, 4.        | Відкритий 29 жовтня 1977 року. Колекція нараховує біля п'яти тисяч предметів, серед яких: археологічні, природні й письмові предмети, нумізматика, філателія, фото, етнографія, меморіальні речі. Всі вони характеризують матеріальну й духовну спадщину українського й іншого народів, які проживають на території регіону. У музеї, площа якого становить 259 м², працює три експозиційних й один виставочний зали. |            |
| Великоанадольський музей лісу                                  | Графське                            | Відкритий у 1994 році. Про розвиток Великоанадольского лісу й основних етапів розведення лісу розповідають діорами, численні рапорти В. Е. Графа Лісовому департаменту Росії, плани Великоанадольского лісництва, фотоматеріали М. Я. Дахова, наукові праці Г. М. Висоцького, речовинні експонати. Сучасний етап характеризується розширенням розведення лісу й різноманітних способів догляду за лісом. Експонати розповідають про створення Державного лісового заказника «Великоанадольский», про діяльність лісового господарства протягом останнього років. |            |
| Народний музей історії селища Новотроїцького імені П. К. Силки | Новотроїцьке                        | Створення розпочалось в 1971 році. Розташований у приміщенні Будинку культури і займає площу 108 м². Фонди налічують 3345 одиниць збереження. Експозиція розташована в трьох основних залах: «Дореволюційне минуле», «Громадянська та Друга світова війна», «Радянський період» (1946—1991 рр). У 2000 році відкрита «Українська світлиця». |            |
| Народний музей історії селища Благодатного                     | Благодатне                          | Створення розпочалось в 1987 році. Сьогодні музей розташовано в п'яти кімнатах з площею 132 м² в приміщенні міського будинку культури. Фондове зібрання музею нараховує більше 3000 експонатів. Експозиція має такі розділи: «Дореволюційне минуле», «Історія селища 1917—1941 рр.», «Жителі Благодатного — учасники Другої світової війни», «Селище в період післявоєнної відбудови та його подальший розвиток», «Сучасний період». |            |
| Народний музей історії села Микільського                       | Микільське, вул. 5О років Жовтня, 2 | Створено в 1982 році. Розміщений в приміщенні сільського Будинку культури в чотирьох кімнатах площею 69 м². Фонди налічують 1400 експонатів. Експозиція складається з розділів: «Заселення краю», «Жителі села — учасники Другої світової війни», «Сучасний період», «Природа краю». |            |
| Народний музей історії села Октябрьського                      | Стрітенка, вул. Леніна 25,          | Заснований в 1975 році. Знаходиться в Будинку культури і займає 6 кімнат загальною площею 200 м². Фонди налічують 1826 експонатів. Експозиція складається з розділів: «Дорадянський період», «Громадянська війна і встановлення радянської влади», «Друга світова війна і післявоєнна відбудова», «Розвиток села в 60-80-ті роки XX ст.», «Сучасність». В окремому залі створено інтер'єр житла селян 30—50 років XX століття. |            |
| Народний музей історії села Валер'янівки                       | Валер'янівка                        | Розташований у сільському Будинку культури і займає чотири кімнати площею 65 м². Фонди налічують 2005 одиниць. Експозиція має такі розділи: «Дореволюційне минуле села І838-1917 рр.», «Період громадянської війни і колективізації» (1917—1941рр), «Жителі села — учасники Другої світової війни» (1941—1945 рр), «Післявоєнний розвиток села», «Валер'янівка на сучасному етапі», «Природа краю». |            |

### Добропільський район
| Назва                             | Місцезнаходження | Короткий опис | Зображення |
| --------------------------------- | ---------------- | --- | ---------- |
| Кімната-музей Миколи Чернявського | Святогорівка     | Заснований в 1987 році. Стенди відображають життєвий і творчий шлях Миколи Чернявського. Розповідається про його дитячі роки, навчання у Бахмутському духовному училищі та Катеринославській духовній семінарії, про культурну діяльність під час учителювання в Бахмуті в кінці XIX століття. |            |

### Костянтинівський район
| Назва                                  | Місцезнаходження |  | Короткий опис |  | Зображення |
| -------------------------------------- | ---------------- |  | --- |  | ---------- |
| Музей історії Костянтинівського району | Костянтинівка    |  | Відкритий у жовтні 2009 року. Розташовані три експозиційні зали: «Українська світлиця», зал символіки та зал історії розвитку району.У 2012 році відкрито четверту експозиційну залу з історії розвитку району та конференційно - виставкову залу. Експозиція музею відображає історію створення і розвитку Костянтинівського району, життевий шлях героїв, передовиків сільгоспвиробництва, видатних земляків починаючи з 1939 року до сьогодення і складається із наступних розділів: "Символіка району", "Район у Другій світовій війні", "Гордіст району", "Наші видатні земляки", "Хвала рукам, що пахнуть хлібом", "Ти біль моя Афганістан", "Україна понад усе", "До 75-и річчя Костянтинівського району", "Побут середини, кінця минулого століття", "Район сьогодні" |  |            |

### Покровський район
| Назва                   | Місцезнаходження             | Короткий опис | Зображення |
| ----------------------- | ---------------------------- | --- | ---------- |
| Музей Сергія Прокоф'єва | Сонцівка, вул. Центральна 2а | Відкритий у 1991 році. Експозиція розташована у трьох залах. Серед експонатів — речі Сергія Прокоф'єва, прижиттєві видання його творів, періодичні видання зі статтями про композитора, фотодокументи його доби, афіші та програми, театральні костюми постанов його творів. |            |

Народний музей історії шахти "Центральна" ДП «Мирноградвугілля» (м. Мирноград), вул. Соборна, 5 Відкритий у 1974 році. Три експозиційні зали. В народному музеї історії шахти «Центральна» оформлені 19 розділів, які розповідають про дореволюційне минуле, про революцію, про стаханівський рух, про Велику Вітчизняну війну, про відбудову та розвиток шахт міста у післявоєнні роки, про розвиток культури, сучасність.
|-
Народний музей історії шахти «5/6» (до перейменування: ім. Димитрова) ДП «Мирноградвугілля» (м. Мирноград), вул. Гірнична, 2 Відкритий у 1982 році. Експозиція музею складається з 4-х розділів: дорадянський період історії шахти «5/6», радянський період історії шахти, Велика Вітчизняна війна, розвиток шахти «5/6» в незалежній Україні. Основною формою роботи музею є екскурсії.
|-
|}

### Мар'їнський район
| Назва                                      | Місцезнаходження           | Короткий опис           | Зображення |
| ------------------------------------------ | -------------------------- | ----------------------- | ---------- |
| Народний музей історії Мар'їнського району | Мар'їнка, вул. Жовтнева, 6 | Заснований в 1981 році. |            |
| Народний музей історії села Новомихайлівки | Новомихайлівка             | Заснований в 1990 році. |            |
| Народний музей історії села Костянтинівки  | Костянтинівка              |                         |            |

### Новоазовський район
| Назва                                               | Місцезнаходження                    | Короткий опис | Зображення |
| --------------------------------------------------- | ----------------------------------- | --- | ---------- |
| Козацький народний музей «Бойової і трудової слави» | Козацьке, вул. Леніна, 47б          | Засновано у 1985 році. Експозиція складається з тематичних блоків: «Революція», «Колективізація», «Війна», «Перебудова», «Сучасність» та «Рідне Приазов'я».  |            |
| Музей Г. Я. Сєдова                                  | Сєдове, вул. Сєдова, 1              | Відкрився в 1990 році. Всередині — зал, що нагадує каюту морського корабля, з унікальними експонатами та документами, що свідчать про життя Григорія Сєдова. |            |
| Народний музей історії племзаводу «Розовський»      | Новоазовськ, вул. 60-річчя СРСР, 84 | Заснований в 1982 році |            |

### Мангушський район
| Назва                             | Місцезнаходження        | Короткий опис | Зображення |
| --------------------------------- | ----------------------- | --- | ---------- |
| Музей історії Урзуфа              | Урзуф                   | Експозиція нараховує понад 1 000 експонатів і постійно поповнюється. Тут експонуються величезний скам'янілий бивень мамонта, знаряддя праці стародавніх людей, рідкісні начиння грецького побуту, колекція монет. |            |
| Музей історії Мангушського району | Мангуш, просп. Миру, БК | |            |
| Музей історії села Комишуватого   | Комишувате              | |            |

### Слов'янський район
| Назва                                                               | Місцезнаходження                                | Короткий опис | Зображення |
| ------------------------------------------------------------------- | ----------------------------------------------- | --- | ---------- |
| Історичний музей Святогірського історико-архітектурного заповідника | Святогірськ, Свято-Успенська Святогірська Лавра | Музейний фонд налічує понад 14 тисяч експонатів і тільки частина з них виставлена в експозиції п'яти залів музею, створеного протягом 2002—2005 років в одному з приміщень (корпус № 6) Лаврського архітектурного ансамблю. |            |
| Комунальний заклад культури "Донецький обласний художній музей"     | Прелесне вул.Шкільна, 2-А                       | Комплекс просто неба складається з пам'яток народного будівництва XIX століття: вітряка, хати, комори, кузні. В інтер'єрах представлені різноманітні знаряддя праці ,предмети побуту, твори народного декоративно-ужиткового мистецтва. До складу музейного комплексу входять зали, де експонуються зразки народної творчості та побуту населення Слобідської України, а також роботи вихованців дитячої народної студії "Синій птах". Колекція живопису складається з творів засновника музею, самобутнього художника О.І.Шевченко та сучасних професійних художників, художників-аматорів. |            |
| Слов'янський краєзнавчий музей                                      | Слов'янськ                                      | |            |

### Старобешівський район
| Назва                                                   | Місцезнаходження             | Короткий опис | Зображення |
| ------------------------------------------------------- | ---------------------------- | --- | ---------- |
| Меморіальний музей П. М. Ангеліної                      | Старобешеве, вул. Поштова, 2 | В 1965 році була створена кімната-музей Паші Ангеліної, що в 1966 році одержала статус музею. Починається показом в 1-му залі історії переселення греків із Криму в Приазов'я, їхньої праці, побуту, етнографії. В експозиції музею виставлені фотографії американських тракторів «Фордзон», перша техніка вітчизняного виробництва. |            |
| Музей Кальміуського рудоуправління та міста Кальміуське | Кальміуське                  | Створений у 1974 році. Більше двох тисяч фотографій з поясненнями дають відвідувачам можливість скласти для себе уявлення про рудоуправління і його трудівників. У музеї вивішені світлини керівників підприємства, на окремих стендах є розповіді про ветеранів радянсько-німецької війни, воїнів-афганців, ліквідаторів на Чорнобильській АЕС. Представлені діючі моделі екскаватора, бурового верстата, залізничного крана, тепловоза, Білаза. |            |
| Народний музей історії села Придорожнього               | Придорожнє.                  | Заснований у 1968 році. |            |

### Бойківський район
| Назва                                      | Місцезнаходження                                  | Короткий опис | Зображення |
| ------------------------------------------ | ------------------------------------------------- | --- | ---------- |
| Бойківський районний музей «Джерело життя» | Бойківське, Будинок дитячої та юнацької творчості | За профілем музей історичний. У ньому містяться матеріали з історії Бойківського району. В музеї близько п'ятисот експонатів. Вони розміщені на восьми основних експозиціях. |            |

## Міста обласного значення

### Маріуполь, Бахмут, Горлівка, Дебальцеве, Мирноград, Дружківка, Єнакієве, Краматорськ, Покровськ, Селидове
| Назва                                                                                              | Місцезнаходження                                  | Короткий опис | Зображення |  |
| -------------------------------------------------------------------------------------------------- | ------------------------------------------------- | --- | ---------- |  |
| Музей трудової і бойової слави та історії створення Авдіївського ПТУ                               | Авдіївка, вул. Поштова,23                         | Відкритий 7 травня 1995 року. |            |  |
| Бахмутський краєзнавчий музей                                                                      | Бахмут, вул. Незалежності, 26                     | У 20-ти залах розмістилися експозиції відділів природи, археології, народного побуту, історії XIX — початку XX століть, Громадянської війни, 1920—1930 років, радянсько-німецької війни, післявоєнних п'ятирічок, літератури краю. |            |  |
| Горлівський художній музей                                                                         | Горлівка, вул. Пушкінська, 23                     | Відкритий 26 квітня 1959 року. В фондах музею зберігається біля трьох тисяч витворів живопису, графіки, скульптури, декоративно-прикладного мистецтва. Експозиція розкриває основні етапи розвитку українського та російського образотворчого мистецтва XVIII—XXI століть. |            |  |
| Музей історії Горлівки                                                                             | Горлівка, вул. Пушкінська, 15                     | Заснований у жовтні 1957 року. Зібрання налічує понад 30 тисяч пам'яток різних типів і видів, зокрема, колекцію кам'яних статуй, предметів побуту, виробів декоративно-прикладного мистецтва, нумізматики, знаків і нагород, документів, меморіальних комплексів тощо, які характеризують історію міста, життя і побуту його мешканців від появи першої людини на території сучасної Горлівки до сьогодення. Експозиція має 10 розділів, що містять 3064 експонати. |            |  |
| Музей мініатюрної книги імені В. О. Разумова                                                       | Горлівка, пр. Перемоги, 132а                      | Відкритий у червні 2001 року. Колекція містить понад 7 000 екземплярів міні — (до 100 мм) і мікрокниг (до 10 мм), які видані в 59 країнах миру й викладені на 102 мовах. Це книги стародавні, найрідші, сучасні, виготовлені як у видавництвах і друкарнях, так і ручним способом. |            |  |
| Донбаський історико-літературний музей Василя Стуса                                                | Горлівка                                          | У музеї представлені ксерокопії листів Василя Стуса з місць заслання, сімейні фотографії, студентські конспекти, численні документи: рішення судових колегій; постанова про виселення засудженого поета в штрафний ізолятор; копії різних довідок і інше. Крім того, у музеї знаходяться особисті речі Василя Стуса: осіннє півпальто, виконане в нетрадиційному українському стилі; записні книжки, олівці, ручки. |            |  |
| Народний музей історії ВАТ «Горлівський машинобудівний завод»                                      | Горлівка, вул. Катеринича, 1                      | Заснований в 1970 році. |            |  |
| Музей історії Дебальцевого                                                                         | Дебальцеве, вул. Радянська, 85                    | |            |  |
| Музей Степана Васильченка                                                                          | Торецьк, СШ № 21                                  | У школі, де вчителював у 1905—1906 роки Степан Васильченко, розгорнуто експозицію літературного музею. На стендах висвітлено події, пов'язані з перебуванням письменника на Донбасі, літературну історію творів, написаних пізніше під враженням «щербинівського» періоду життя. Це матеріали про осетинські казки, оповідання «Мужицька арихметика», «Роман», «Мати» («Чайка»), «Циганка» та інші. Розповідається про факт перебування Степана Васильченка у бахмутській тюрмі. |            |  |
| Музей історії Дзержинська                                                                          | Торецьк, вул. Дружби, Палац культури «Україна»    | Відкритий в 1973 році, в 1992 році музею присвоєно звання "народний". |            |  |
| Музей історії шахти імені Димитрова                                                                | Мирноград, провулок Шкільний, 24                  | |            |  |
| Музей Грицька Бойка                                                                                | Докучаєвськ, СШ № 3                               | В цій школі вчився до війни дитячий поет Бойко Григорій Пилипович. На стендах, ілюстрованих фотографіями, розкривається життєвий і творчий шлях письменника, його участь у радянсько-німецькій війні. У кімнаті знаходяться особисті речі Г. Бойка, десятки збірок його віршів, а також бюст поета, подарований музею рідними. |            |  |
| Дружківський художній музей                                                                        | Дружківка, вул. Енгельса, 112                     | Створений у березні 1984. Фондове зібрання музею налічує понад 1500 одиниць зберігання. Музей володіє колекцією екслібрисів Б. М. Романова, у фондах музею зберігаються різнопланові твори художників, які працювали на Дружківському порцеляновому заводі. |            |  |
| Музей історії Єнакієвого                                                                           | Єнакієве, вул. Щербакова, 120                     | Заснований в 1967 році. Експозиція розміщена в п'яти залах: "Археологія та «Історія рідного краю з часів заселення до 1939 року», «Єнакієве в період Другої світової війни», «Життя і діяльність Г. Т. Берегового». Представлені нові матеріали про відомого металурга, віце-президента АН СРСР в 40—50 ті роки XX століття академіка Івана Павловича Бардіна, окремий зал присвячено Валерії Флоріанівні Даувальдер. |            |  |
| Костянтинівський краєзнавчий музей                                                                 | Костянтинівка, вул. Трудова, 338                  | Відкритий у 1967 році. Експозиція розміщена у шести залах, одна зала виставкова. Експозиція охоплює період від найдавніших часів до сьогодення. Фондове зібрання понад 10 тис. предметів різних епох. Сайт музею http://museum-konst.com [Архівовано 6 квітня 2017 у Wayback Machine.] |            |  |
| Музей історії Краматорська                                                                         | Краматорськ, вул. Академічна, 60                  | Відкрито 5 листопада 1967 року. Збірка налічує понад 15 тисяч пам'яток історії та культури. Основу їх складають колекції рушників, українського одягу, предметів побуту, килимів, дерев'яного та керамічного посуду, декоративно-ужиткової кераміки, журналів, поштових карток, фотографій, документів, нумізматики, знаків і нагород, особистих фондів; предметів релігійного культу: ікони кінця XIX — початку XX століть, книжки, бронзові хрести, складні та інше. |            |  |
| Краматорський художній музей                                                                       | Краматорськ, вул. Академічна, 60                  | Заснований на базі відкритої в 1959 році народної картинної галереї. Фонди налічують 1400 творів живопису, графіки, скульптури, декоративно-прикладного мистецтва, фоторобіт. |            |  |
| Народний музей історії ВАТ «Новокраматорський машинобудівний завод»                                | Краматорськ, пл. Миру, 1                          | Заснований в 1970 році. |            |  |
| Покровський історичний музей                                                                       | Покровськ, вул. Європейська, 22                   | Заснований у 1967 році. Фондове зібрання нараховує більш 10 000 предметів. У музеї можна познайомитися з унікальними пам'ятками археології, колекцією нумізматики, з пам'ятками матеріальної й духовної культури XIX—XX століть, з історією заселення краю, яка йде коріннями в стародавність. |            |  |
| Кімната-музей С. З. Божка                                                                          | Покровськ, СШ № 2                                 | Зі стендів постає перебіг найголовніших життєвих і творчіх подій Сави Божка. Представлено його твори. Це — нариси «Козаччина», «Хмельниччина», «Гетьманщина», повісті «Над колискою Запоріжжя», «Чабанський вік», роман «В степах». Є у музеї і кілька матеріалів останнього, найважчого періоду життя письменника в другій половині 1940-х років, коли він, нагороджений багатьма бойовими нагородами, як учасник другої світової війни, але не реабілітований після сталінських таборів, відбував свою каторгу у шахтах Дмитрового. На стендах представлено фотографії рідних і близьких письменнику людей. |            |  |
| Лиманський краєзнавчий музей                                                                       | Лиман, вул. Привокзальна, 25                      | |            |  |
| Макіївський художньо-краєзнавчий музей                                                             | Макіївка, пр. Леніна, 251/26                      | Заснований в 1958 році. Колекції нараховують 30 тисяч одиниць експонатів, які за часом охоплюють період із найдавніших часів до сучасності. Музей має у своєму розпорядженні велику колекцію з української етнографії, до складу якої входить народна землеробська техніка, знаряддя праці й добутку місцевих ремісників, народний одяг і рушники, багато прикрашені вишивкою й аплікацією. У музеї також зберігається колекція посуду зі скла й мельхіору, фаянсу й порцеляни, міді й скла XIX—XX століть.                                                                                                   |            |  |
| Народний музей історії ВАТ «Макіївський металургійний завод»                                       | Макіївка, вул. Металургійна, 33                   | Заснований в 1966 році. |            |  |
| Новогродівський краєзнавчий музей                                                                  | Новогродівка                                      | |            |  |
| Історичний музей бойової і трудової Слави при Селидівському професійному ліцеї                     | Селидове, вул. Чернишевського, 9                  | Заснований в 1988 році. Характеристика експозиційних розділів: 1. Історія навчального закладу. 2. Воїни- інтернаціоналісти, які навчалися в ліцеї. 3. Етнографія України і села Селидівка. 4. Художня, декоративно-прикладна творчість. 5. "Духовність рідного краю: "Революція Гідності. Небесна Сотня. Небесні Герої з Донеччини", "АТО - це війна за незалежність України". |            |  |
| Слов'янський краєзнавчий музей                                                                     | Слов'янськ, вул. Банківська, 31                   | Заснований у 1974 році. Сучасна експозиція налічує близько 30 тисяч експонатів і складається з чотирьох розділів — природи, археології, історії розвитку суспільства з 1917 по 1990 роки, сучасності. |            |  |
| Літературний музей                                                                                 | Слов'янськ                                        | Тут зібрано матеріали про життєвий і творчий шлях письменників Г. Сковороди, М. Петренка, Б. Грінченка, М. Чернявського, Х. Алчевської, А. Чехова, С. Васильченка, І. Карпенка-Карого, В. Гаршина, П. Байдебури, О. Гончара та багатьох інших. |            |  |
| Літературний музей М. Петренка                                                                     | Слов'янськ, СШ № 15                               | На стендах відтворена історія дитинства Михайла Петренка, розповідається про навчання в гімназії та університеті міста Харкова. Розкривається літературно-музична історія створення славнозвісної пісні «Дивлюсь я на небо та й думку гадаю» . |            |  |
| Сніжнянський музей бойової слави                                                                   | Сніжне, вул. Леніна, 7                            | Заснований в 1968 році. Експозиція присвячена героям радянсько-німецької війни, а також подвигам воїнів-афганців, призваних з Сніжного. У приміщенні музею проходять виставки місцевих художників. |            |  |
| Музей Моріса Тореза                                                                                | Чистякове, вул. Піонерська, 8                     | |            |  |
| Меморіальний музей О. Г. Стаханова                                                                 | Чистякове                                         | |            |  |
| Музей історії Харцизька                                                                            | Харцизьк, вул. Жовтнева, 37                       | Заснований в 1967 році. Колекції охоплюють період з найдавніших часів до сучасності і налічують понад семи тисяч музейних предметів. В трьох експозиційних залах простежується увесь історичний шлях міста, зародження та розвиток поселення у 1860-ті роки, його багатонаціональність. В музеї чотири виставочних зали. Експонуються стаціонарні виставки, які присвячені сучасному Харцизьку, грецькому етносу, подіям афганської війни. |            |  |
| Народний музей історії Іловайська                                                                  | Харцизька міськрада, Іловайськ, вул. Первомайська | Заснований в 1970 році |            |  |
| Народний музей історії баяна Шахтарської школи мистецтв                                            | Шахтарськ, вул. Крупської, 7а                     | Заснований у 1983 році при Шахтарській музичній школі. Складається з експозицій: виникнення первісних моделей гармонік, поширення видів гармонік у Росії, радянські педагоги баянної школи, майстри баянного мистецтва, баяністи Донбасу, популярні ансамблі, випускники відділу народних інструментів. У фондах музею знаходиться 81 гармоніка та баян. |            |  |
| Музей історії міста Ясинуватої                                                                     | Ясинувата, пл. Леніна                             | В експозиції представлені повоєнні фотографії станції Ясинувата та заслужені працівники вузла, форма, проїзні квитки, станційне обладнання, знаряддя праці колійників, іменні стенди, предмети побуту, особисті речі почесних залізничників та інше. |            |  |
| Історичний музей "Наша спадщина" при ЦТДЮ м.Селидове                                               | м.Селидове, вул.Нагорна,36                        | Заснований у 2004 році.Характеристика експозиційних розділів: Історія міста Селидового; Шахтарі – гвардія праці;Творчість народного майстра Олексія Мерцалова;Побут дореволюційного селянства;Літературне мистецтво міста Селидового; Громадянська війна; Селидово- Максиміл’яновський партизанський загін; Ми – інтернаціоналісти; Всеукраїнська акція «Вахта пам’яті» та обласні операції; Друга Світова війна; Діорами: «Бій на Савур- Могилі»,«Відлуння живих подій |            |  |
| Історичний музей "Історія навколо нас" при ЗОШ № 1 м.Селидове                                      | м.Селидове, вул.Шевченка,73                       | Заснований у 2011 році.Характеристика експозиційних розділів: Історія розвитку загальноосвітньої школи І-ІІІ ступенів №1;Історія міста Селидового; Побут дореволюційного селянства;Ними пишається місто;Ви у наших серцях назавжди; Сторінками шкільної історії; Хата, біла хата; Мати – берегиня роду; Творчість наших учнів |            |  |
| Історичний музей "Краса та біль нашого місту" при ЗОШ № 6 м.Селидове                               | м.Селидове, вул.Перемоги, 19                      | Заснований у 2011.Характеристика експозиційних розділів: історія м. Селидового; побут українського селянства; одяг селян XIX століття; сучасний побут;«Великой Победе посвящается…», «Афган – біль наших душ»; Всеукраїнські акції та обласні операції |            |  |
| Історичний музей "Пам'ять серця" при Український ЗОШ № 13 м.Селидове                               | м.Українськ, вул.Первомайська,62                  | Заснований у 2003 році.Характеристика експозиційних розділів:«Моє улюблене місто – ти квітка із каміння»; «Кладова із чорного золота»;«Роки, опалені війною»; «Із народної криниці»; «Історія школи»; «Видатні люди нашого міста»; «Афганістан – чорний тюльпан»; «У цікавому світі старовинних монет знайдених на території Селидівського району» |            |  |
| М узей "Берегиня" при Гірницькій ЗОШ № 18 м.Селидове [Архівовано 4 червня 2019 у Wayback Machine.] | м.Гірник, вул.Шевченка, 79                        | Заснований у 2002 році.Характеристика експозиційних розділів: Мій край, моя сім’я – моя історія;Предмети домашнього вжитку; Одяг селян XIX століття; Сучасний побут; Домашні обереги; Турбота про здоров’я людини в традиціях українського народу;Ніхто не забутий, ніщо не забуто; Берегиня роду нашого |            |  |
| Історичний музей "Пам'ять" при Курахівській ЗОШ № 22 м.Селидове                                    | смт. Курахівка, вул.Миру,17                       | Заснований у 2002 році.Характеристика експозиційних розділів: Мій край - моя історія жива; Міста-герої; Курахівське підпілля ; Герої поруч ; Пам’ятники розповідають; Вахта пам’яті;Рівняння на прапори Перемоги; Заручники інтернаціоналізму; Родючі сходи Курахівського коріння; Всеукраїнська акція та обласні операції |            |  |

## Виноски
1. ↑  Постанова Кабінету Міністрів України «Про затвердження переліку музеїв, в яких зберігаються музейні колекції та музейні предмети, що є державною власністю і належать до державної частини Музейного фонду України» від 02.02.2000 № 209
2. 1 2 3 4 5 6 7 8  ruthenia.info. Архів оригіналу за 30 листопада 2012. Процитовано 19 січня 2011.
3. ↑  firstline.com.ua[недоступне посилання]
4. ↑  firstline.com.ua[недоступне посилання]
5. ↑  kraeved.dn.ua. Архів оригіналу за 10 серпня 2011. Процитовано 18 січня 2011.
6. ↑  www.museum-ukraine.org.ua. Архів оригіналу за 13 грудня 2007. Процитовано 18 січня 2011.
7. ↑  www.museum-ukraine.org.ua. Архів оригіналу за 13 грудня 2007. Процитовано 18 січня 2011.
8. ↑  www.museum-ukraine.org.ua. Архів оригіналу за 13 грудня 2007. Процитовано 18 січня 2011.
9. ↑  www.museum-ukraine.org.ua. Архів оригіналу за 13 грудня 2007. Процитовано 18 січня 2011.
10. ↑  www.museum-ukraine.org.ua. Архів оригіналу за 13 грудня 2007. Процитовано 18 січня 2011.
11. ↑  www.velib.com[недоступне посилання з липня 2019]
12. ↑  www.donoda.gov.ua. Архів оригіналу за 30 грудня 2011. Процитовано 19 січня 2011.
13. ↑  Музейний простір України
14. ↑  kraeved.dn.ua. Архів оригіналу за 10 серпня 2011. Процитовано 17 січня 2011.
15. ↑  firstline.com.ua[недоступне посилання]
16. ↑  telmanrk.ucoz.ua [Архівовано 4 березня 2016 у Wayback Machine.](рос.)
17. ↑  avdeevka.dn.ua. Архів оригіналу за 30 листопада 2012. Процитовано 19 січня 2011.
18. ↑  kraeved.dn.ua. Архів оригіналу за 30 листопада 2012. Процитовано 18 січня 2011.
19. ↑  kraeved.dn.ua. Архів оригіналу за 30 листопада 2012. Процитовано 18 січня 2011.
20. ↑  kraeved.dn.ua. Архів оригіналу за 30 листопада 2012. Процитовано 18 січня 2011.
21. ↑  kraeved.dn.ua. Архів оригіналу за 30 листопада 2012. Процитовано 18 січня 2011.
22. ↑  www.museum-ukraine.org.ua. Архів оригіналу за 6 жовтня 2012. Процитовано 18 січня 2011.
23. ↑  kraeved.dn.ua. Архів оригіналу за 30 листопада 2012. Процитовано 18 січня 2011.
24. ↑  kraeved.dn.ua. Архів оригіналу за 30 листопада 2012. Процитовано 18 січня 2011.
25. ↑  uamuseum.com. Архів оригіналу за 4 березня 2016. Процитовано 18 січня 2011.
26. ↑  firstline.com.ua. Архів оригіналу за 30 листопада 2012. Процитовано 18 січня 2011.
27. ↑  kraeved.dn.ua. Архів оригіналу за 30 листопада 2012. Процитовано 18 січня 2011.
28. ↑  firstline.com.ua. Архів оригіналу за 30 листопада 2012. Процитовано 17 січня 2011.
29. ↑  kraeved.dn.ua. Архів оригіналу за 30 листопада 2012. Процитовано 18 січня 2011.
30. ↑  firstline.com.ua[недоступне посилання]
31. ↑  Музейний простір України
32. ↑  levukrtrans.9bb.ru. Архів оригіналу за 5 березня 2016. Процитовано 17 січня 2011.